# Sorsele (đô thị)
Đô thị Sorsele là một đô thị ở hạt Västerbotten, bắc Thụy Điển. Thủ phủ là Sorsele.
Đô thị này có diện tích 7493,2 km², là đô thị lớn thứ 9 ở Thụy Điển về diện tích nhưng lại có dân số ít nhì.
Đô thị này không chịu ảnh hưởng bởi hai cuộc cải cách chính quyền thế kỷ 20. 
Khoảng một nửa diện tích đô thị này là một phần của khu bảo tồn thiên nhiên Vindelfjällen.